# Le rose inglesi
Le rose inglesi (The English Roses) è un libro per bambini scritto dalla nota cantante pop Madonna e illustrato da Jeffrey Fulvimari. È stato pubblicato il 15 settembre 2003 contemporaneamente in oltre cento paesi, debuttando al primo posto nella classifica dei libri più venduti del New York Times. 
Il libro è il primo di una serie di 5 libri riguardanti la vita quotidiana dei ragazzi e le sue problematiche. La cantante ha dedicato questo libro ai suoi due figli Lourdes Maria (Lola) e Rocco.
Nel 2006 è uscito il seguito del racconto intitolato Le rose inglesi, troppo bello per essere vero!.

## Trama
Una storia di rivalità e di amicizia tra studentesse contemporanee di Londra. È la storia di Nicole, Amy, Charlotte e Grace: quattro bambine unite da uno stretto legame d'amicizia che frequentano la stessa scuola, con in comune la passione per il ballo, i libri e per i ragazzi. Le quattro sono gelose della loro compagna Binah, studentessa e ragazza perfetta in modo quasi irritante. Grazie ad una fata madrina, che le conduce in un magico viaggio, scoprono che la vita della loro compagna Binah non è poi così perfetta come pensavano; così si ricredono e accettano Binah nel loro gruppo.

## Edizioni
- Madonna, Le rose inglesi, traduzione di V. Raimondi, collana Kids, Feltrinelli,  p. 48.